# Svanen och trumpeten
Svanen och trumpeten (engelska: The Trumpet of the Swan) är en amerikansk animerad långfilm från 2001 som regisserades av Richard Rich. Den är baserad på E.B. Whites populära barnbok om samma namn.

## Handling
Berättelsen handlar om en ung trumpetarsvan som föds med mutism och tävlar om uppmärksamheten från en vacker penna. Han kommer över det här genom att lära sig att spela trumpet.

## Engelska röster
- Dee Bradley Baker - Louie
- Jason Alexander - Pappa
- Mary Steenburgen - Mamma
- Reese Witherspoon - Serena
- Seth Green - Boyd
- Carol Burnett - Fru Hammerbotham
- Joe Mantegna - Monty
- Sam Gifaldi - Sam Beaver
- Melissa Disney - Billie
- Kath Soucie - Sjukvårdare/Nyhetsuppläsare
- E. G. Daily - Ella
- Pamela Segall Aldon - A.G. Skinner
- Steve Vinovich - Maurice/Roger
- Gary Anthony Williams - Sweets
- Corey Burton - Senator
- Michael Winslow - Chef
- David Jeremiah - Ekorre/Hök
- Julie Nathanson - Felicity
- Dana Daurey - Apathy
- Michael Kostroff - Servitör
- Lee Magnuson - Kontorist
- Steve Franken - Bud
- Norman Parker - Polisman
- Jack Angel - Rättvisans gås

## Svenska röster
- Dick Eriksson - Louie/Butiksinnehavare
- Roger Storm - Pappa
- Jennie Jahns - Mamma/Felicity
- Tin Carlsson - Sam Beaver
- Maria Rydberg - Serena/Billie
- Sharon Dyall - Ella/Fru Hammerbotham/Apathy
- Tobias Swärd - Boyd/A.G. Skinner
- Johan Hedenberg - Sweets/Senator
- Ulf Larsson - Maurice/Fred/Speaker
- Andreas Svensson - Lägerchef